# 朱印船

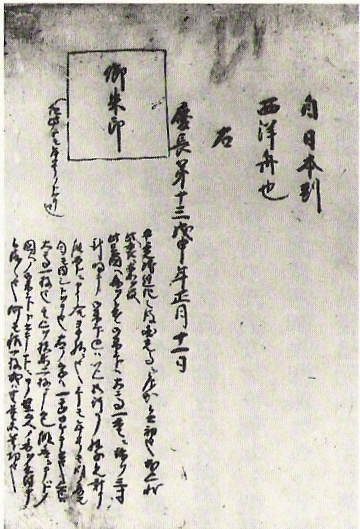
朱印狀記錄, 1608年

朱印船為17世紀前期日本江戶幕府時代，自政府得到海外貿易特許的船隻。之所以稱為朱印船，是因為這些船隻都有來自幕府簽發的「朱印狀」（海外渡航許可証）。朱印狀是一種類似許可證的證件，上面詳細記載貿易核可項目與核發日期等資料。

## 背景
明朝在1371年開始實施海禁，對外採納貢制度，只有朝貢國的船隻才能合法停靠中國港口。1404年明朝與日本間的勘合貿易開始，是屬於朝貢貿易的型態，1523年發生寧波之亂，1549年後明朝與日本貿易斷絕。日朝貿易則是在1510年三浦之亂後中斷，僅能委託對馬藩進行貿易。此時由於琉球國是明朝的朝貢國，日本仍可透過琉球進行仲介貿易，因此15世紀琉日貿易開始興盛；但1567年明朝放寬海禁，開放漳州月港對外貿易（但禁止外國船停泊），許多福建商人開始出海從事走私貿易，這導致琉球貿易迅速沒落。在明日貿易斷絕、日朝貿易衰微、琉球貿易衰退的同時，南蠻貿易出現，對日本的軍事、經濟都帶來重大影響。葡萄牙人在1557年取得澳門作為貿易據點，1571年開設澳門－長崎的貿易路線，葡明日之間的三角貿易開始，葡萄牙人更壟斷了明日之間的絲綢貿易。
豐臣秀吉在16世紀末平定日本的連年戰亂後，為了保護及鼓勵海外貿易，在1588年發布《海賊停止令》取締倭寇；另外為了區別商船與海賊船，於1592年給予堺及長崎的商人渡航朱印狀，這被認為是最早的海外渡航許可証。不過，目前沒有實物留存下來。

## 朱印船制度的創設
1600年關原合戰後，江戶幕府的霸權確立。徳川家康基本上沿襲豐臣秀吉的政策，保護及鼓勵對外貿易以及歡迎外國人來航。徳川家康將豐臣秀吉創設的朱印船貿易更明確的制度化：任何船隻需持有幕府發行的朱印狀才可合法從事海外貿易，藉此完全支配對外貿易。另外將長崎納入幕府直轄領，設長崎奉行所管理。規定所有朱印船統一由長崎出航及歸航。1601年徳川家康向安南国大都統阮潢致信，要求保護持有朱印狀的日本商船、禁止與朱印船以外的商船交易，「朱印船制度」確立。
另外為了排除葡萄牙人對長崎生絲貿易的利益獨占，1604年幕府任命京都、堺、長崎的御用商人為絲割符年寄，與葡萄牙人交涉生絲的價格，再批發給日本各地的商人（絲割符制度）。
據官方統計，從1604年至1635年的32年間，共有356船次的日本商船得到了海外貿易許可證渡航海外，平均每年有11船次，而不在官方統計的走私船更是不計其數。朱印船主包含大名、幕吏、商人及外國人等100多人，目的地主要有高砂（臺灣）、呂宋、柬埔寨、東京、交趾及暹羅等東南亞地區。朱印船貿易促使許多日本人移居海外，遷移到東南亞各地形成日本人町。
由於日本需要中國的貨物，但不能直接到中國進行貿易，所以日本商人只好南下到臺灣與中國商人會合，在此進行生絲、布匹、金銀等商品的交易，使得臺灣成為中國、日本二地商人的貿易轉運站。

## 目的地

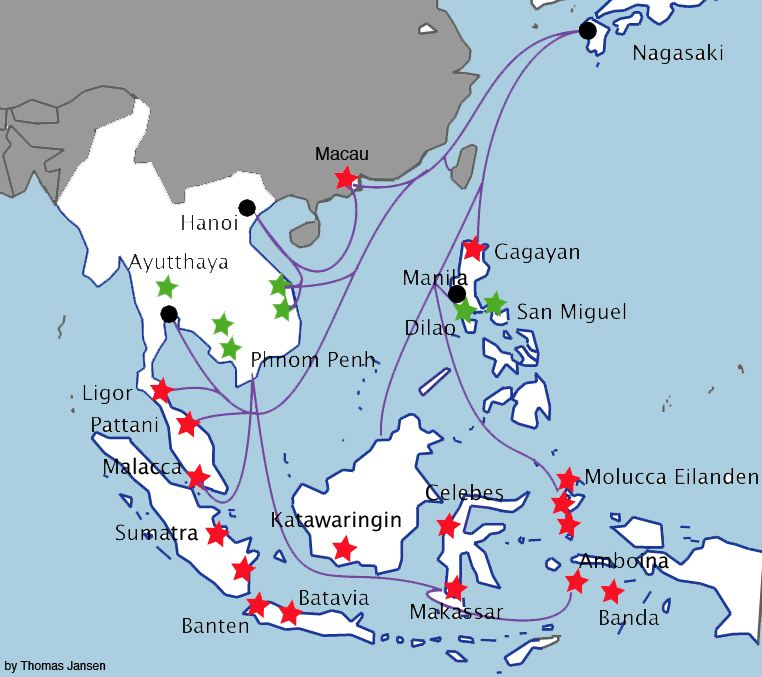
17世紀初的日本海外貿易
―貿易路線
●重要貿易城市
★日本人町
★日本人聚居地

- 安南：當時領有越南北部的東京（河內）鄭氏政權。需33日左右的航海。
- 交趾：當時領有越南中部的順化阮氏政權（廣南國）。主要貿易據點為會安及峴港。日本－峴港間約需40日航海。主要交易品是生絲。
- 占城：位於越南南部（賓童龍）的佛教王國。
- 暹羅：泰國的阿育陀耶王朝。當時在阿育陀耶形成了有規模的日本人町。加上溯流湄南河而上約需35-6日的航海。
- 柬埔寨：以湄公河流域的金邊為首府的柬埔寨王國。加上湄公河溯流而上的時間，需60日弱的航海。
- 汰泥：馬來半島中部東海岸的伊斯蘭王國北大年，當時是南中國海貿易的重要港口。
- 呂宋：西班牙的殖民地呂宋島。首府馬尼拉是與新西班牙的阿卡普尔科貿易的要港，也有許多明船來航。一年兩回，5月及10月出航的日本船約20日可達馬尼拉。
- 高砂：以熱蘭遮城為據點的荷蘭屬福爾摩沙（今臺灣）。主要交易品是鹿皮和砂糖。是與福建商人進行出會貿易的重要據點。15日左右的航海。

由於明帝國與朝鮮實施海禁(鎖國)，因此並不發行前往中國與朝鮮的朱印狀（除了葡屬澳門以外）。

## 朱印船主
- 商人：角倉了以、末吉孫左衛門（日语：末吉孫左衛門）、末次平藏、伊丹宗味、平戸伝介、大黒屋助左衛門、檜皮屋孫兵衛、浦井宗晋、皮屋助右衛門、茶屋四郎次郎、田辺又左衛門、木屋弥二郎、船本弥七郎、小西長左衛門、高瀬屋新藏、平戸助太夫、長井四郎左衛門、大黒屋長左衛門、長崎喜安、長崎惣右衛門、原弥次右衛門、今屋宗忠、大賀九郎左衛門、伊藤新九郎等60餘人[3]。
- 大名：島津忠恒、鍋島直茂、加藤清正、大村純信、松浦鎮信、細川忠興、五島玄雅、有馬晴信、龜井茲矩、山口直友等10人[3]。
- 武士：村山等安、今井宗薰等4人。
- 寺院：金地院、円光寺、豊光寺等[3]。
- 明人：林三官、四官、二官、計泉、安当仁等日本在住的明國商人11人[3]。
- 歐洲人：三浦按針（William Adams）、耶楊子（Jan Joosten）等日本在住的歐洲人12人。

## 朱印船乘組員

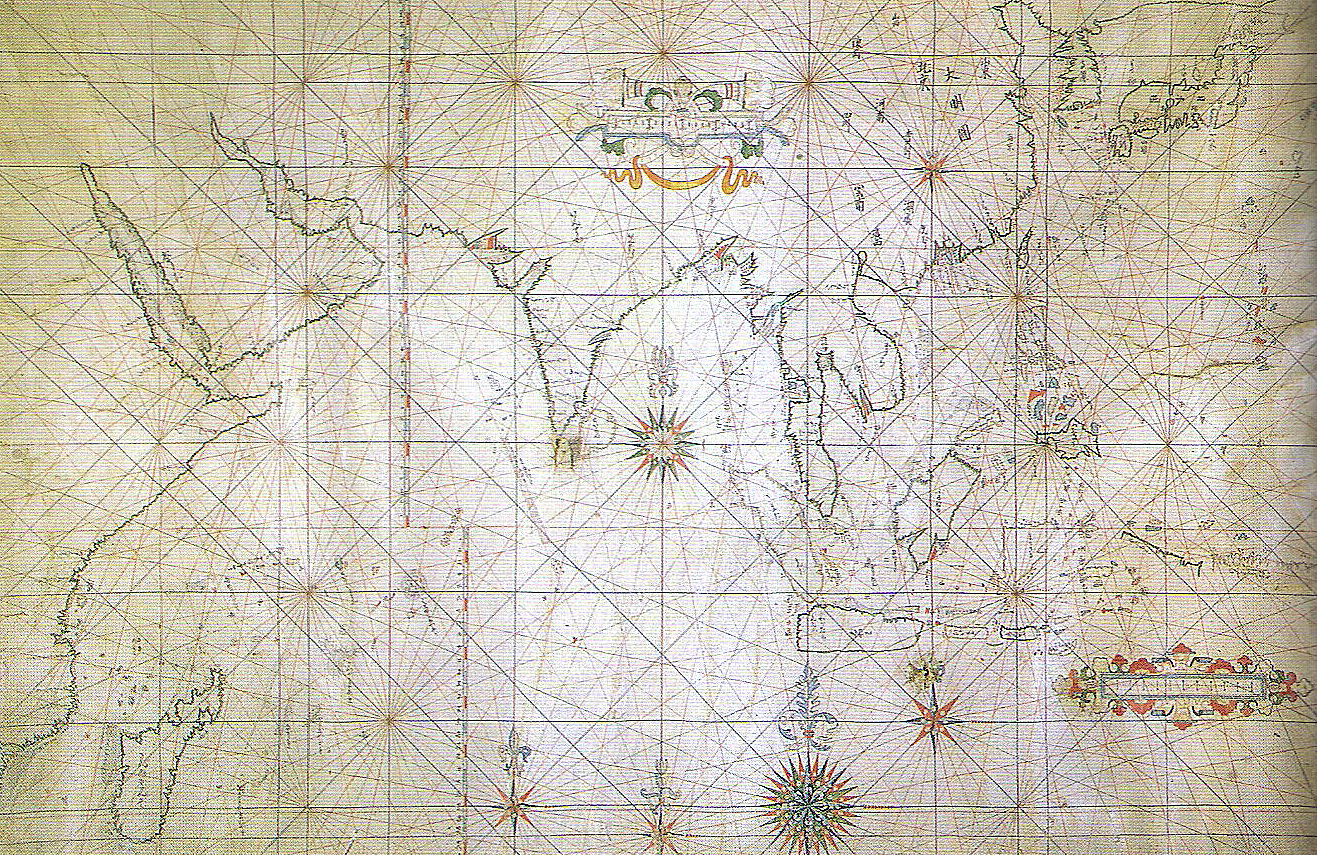
日本的航海指南圖, 17世紀早期

朱印船除了船長以外，還有按針（航海士）、書記、水手等乘組員，多數是日本人。在初期對於不熟悉的海域，通常會雇用熟悉海況的明國人作為航海士、甚至是葡萄牙人、英國人、荷蘭人等。乘組員大約有200人左右。

## 貿易品

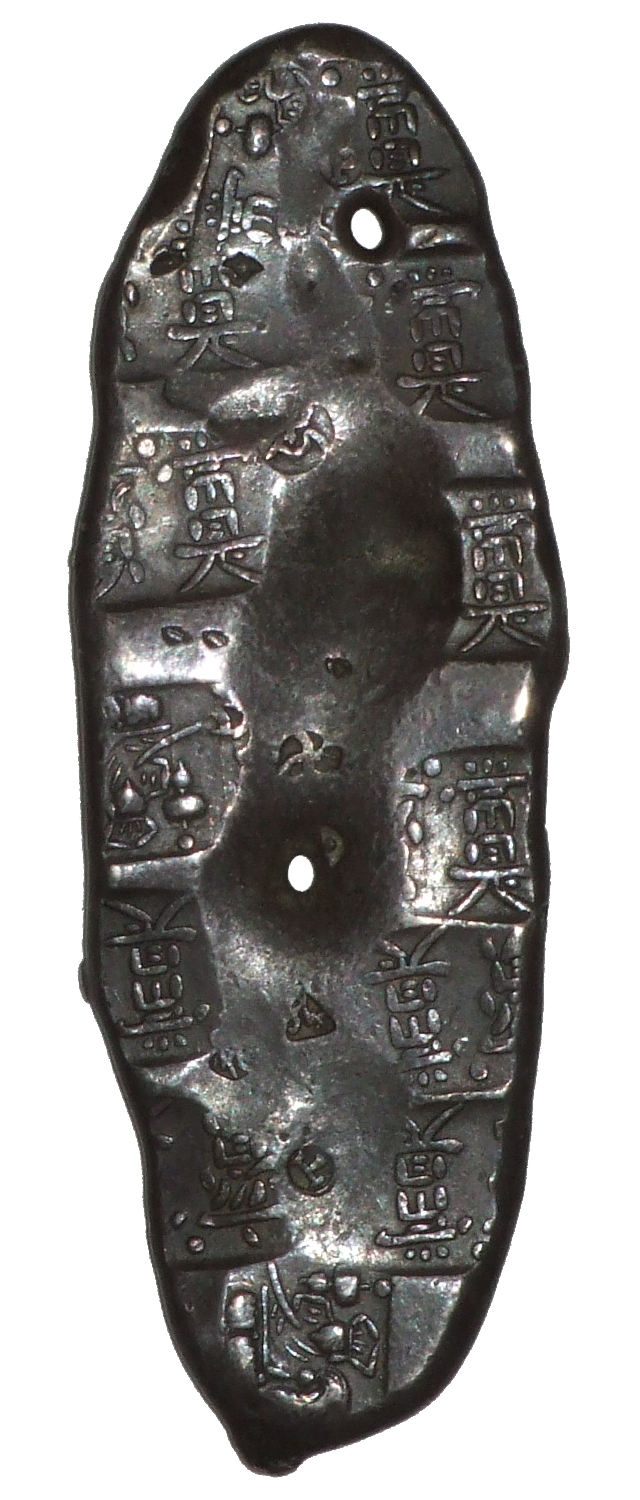
丁銀

令人意外的是，前往東南亞貿易的朱印船進口的大多是明國產的生絲和絹織物。日本古代也有產絹，但是品質較差。太平之世的到來使得製作高級衣料的生絲需求大增。但是自1549年勘合貿易斷絕後，受到倭寇所苦的明國禁止日本船入港，明國的商船也被禁止渡航日本，致使日本無法獲得明國產的生絲與絹織物。1598年朝鮮之役後雙方關係更加惡劣，而透過朝鮮、琉球、葡萄牙的仲介貿易也有其限制，於是日本商船便到東南亞的港口與明國商船會合進行交易。除了生絲和絹織物外，也輸入作為護具的鮫皮和鹿皮，以及砂糖等東南亞產品。
另一方面，日本則是出口銀、銅、硫黄等礦産物以及銅錢、刀劍等工藝品及雜貨。1581年明國推行《一條鞭法》，所有租稅皆用白銀折納，銀的需求量大增，並造成銀的流通供給不足，正好日本的石見銀山出產當時全世界三分之一的銀礦，明國的生絲交換日本的銀成為當時最主要的交易項目。
另一項大宗的交易物品則是銅錢。15世紀，由於硬幣需要的增加，室町幕府多次由明國輸入銅錢到日本，於是嘉定通寶、洪武通寶、永樂通寶等渡來錢開始在日本流通。不過，由於商業交易的擴大，渡來錢的供應還是不足，因此市面上便出現品質參差不齊的私鑄錢。到了16世紀，被磨耗的渡來錢與品質不佳的私鑄錢被稱為鐚錢，人們拒絕承認鐚錢擁有和渡來錢等同的價值。到了徳川時代，鐚錢的實際價值只有渡来錢的四分之一。為了獨占貨幣鑄造權、將日本的貨幣標準化、以及解決市場上貨幣混亂的情況，江戶幕府在1606年發行了慶長通寶，並在1608年禁止渡來錢與鐚錢的流通。於是日本商人以便宜的價格收購這些貶值和被禁的銅錢，再以有利的價格出口到東南亞地區。在交趾支那，正處於鄭阮紛爭時期，因此需要大量的銅來鑄造大砲。在東京，品質好的銅錢被當作通貨流通，品質差的則被熔鑄成器皿。

## 朱印船使用的船隻
朱印船所使用的船隻，初期多是使用100噸級的戎克船，後期則有末次平蔵的末次船以及荒木宗太郎的荒木船為代表的戎克船、融入蓋倫帆船的特點，如三角帆、舵、船尾樓等設計，成為一種獨特的折衷式航洋型帆船。
朱印船的噸位並沒有詳細的資料留下，根據前人的研究，推定在500至700噸之間，噸位與歐洲一般的蓋倫帆船相當或稍大，但是比葡萄牙人所使用的卡瑞克帆船（通常大於1000噸）為小。

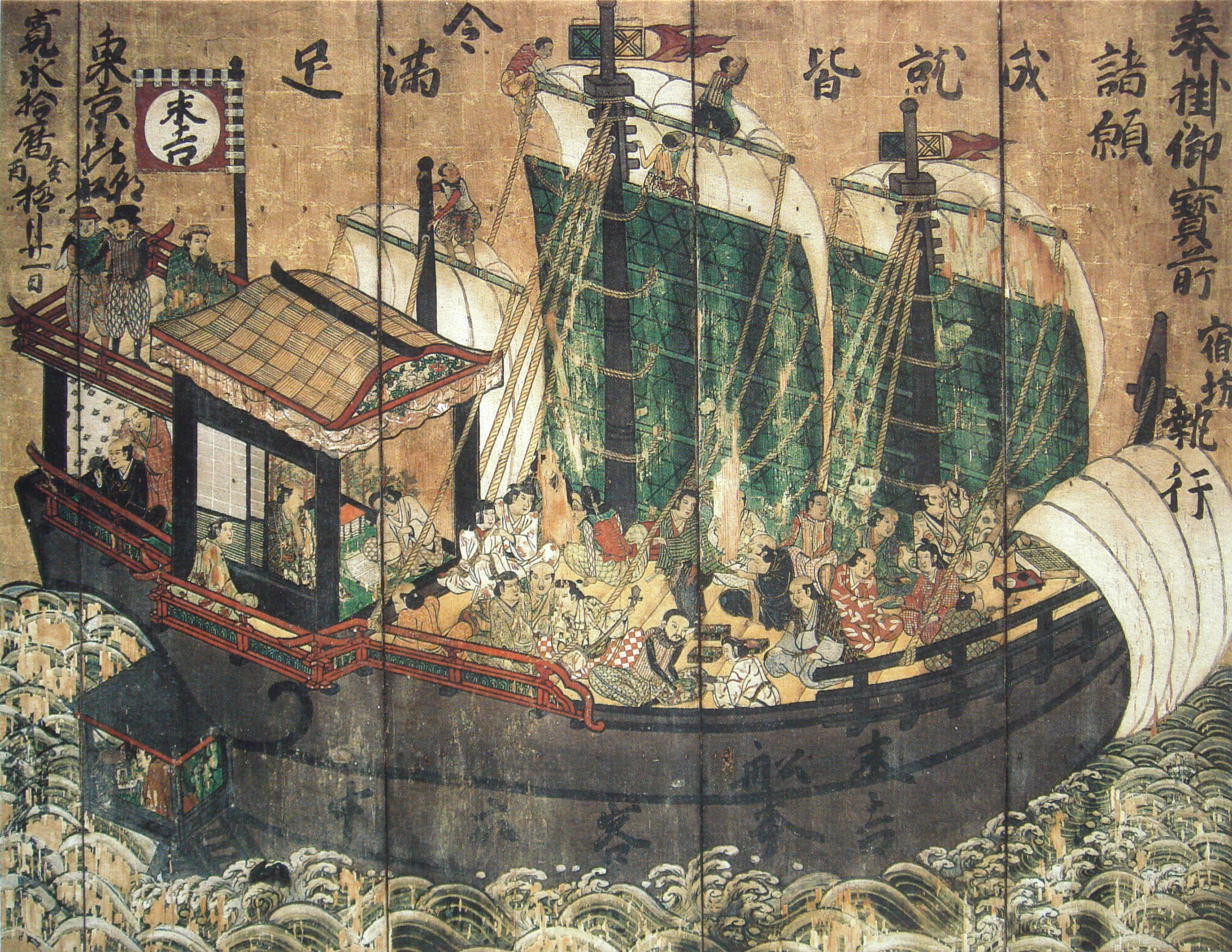
末吉船，1633年
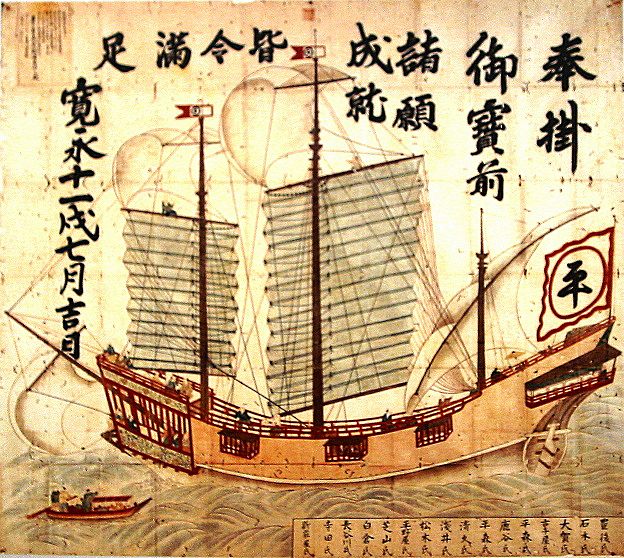
末次船，1634年
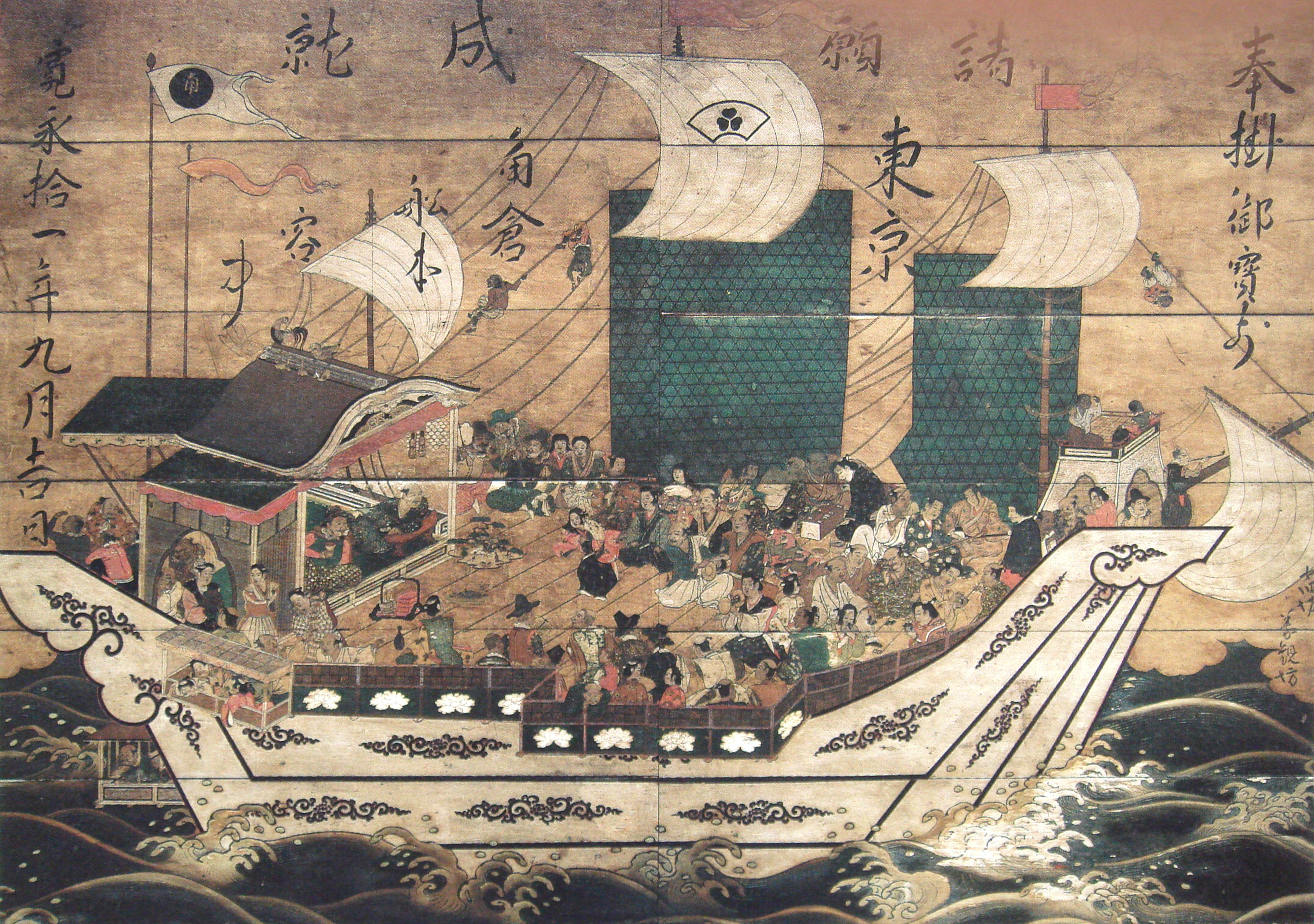
角倉船，1634年
荒木船

## 朱印船貿易的終結
為了禁止基督教與削弱西國諸大名的經濟實力，江戶幕府的鎖國政策逐漸緊縮，即使是幕府認可的朱印船也難以渡航海外。1620年發生西班牙傳教士潛伏在朱印船偷渡到日本的事件（平山常陳事件）。1633年幕府禁止奉書船以外的船隻渡航海外。1635年幕府禁止日本人渡航海外及禁止海外日本人歸國，另外發佈《大船建造禁止令》，禁止建造500石（約75噸）以上的航海船舶，這使得朱印船貿易走向終結。

### 引用
1. ↑  岩生成一著「新版朱印船貿易史の研究」（吉川弘文館、1985年）
2. ↑  國立臺灣歷史博物館. . 斯土斯民展品列表 - 斯土斯民-臺灣的故事. 國立臺灣歷史博物館.   [2018-01-26]. （原始内容存档于2020-11-27）.
3. 1 2 3 4  宮本又次・内田勝敏著「日本貿易人の系譜」（有斐閣、1980年）41頁。
4. ↑  石井謙治著「図説和船史話」（至誠堂、1983年）